# Geração manong
A geração manong foi a primeira geração de imigrantes filipinos a chegar em massa aos Estados Unidos. Eles formaram algumas das primeiras comunidades de Little Manila nos Estados Unidos e desempenharam um papel fundamental no movimento dos trabalhadores rurais. O termo manong vem da palavra ilocana para "irmão mais velho", enquanto manang significa "irmã mais velha"; estes são derivados do espanhol hermano/hermana, que significa "irmão".

## História
Em 1898, os Estados Unidos entraram em um período de aproximadamente cinquenta anos de controle colonial nas Filipinas. A Guerra Hispano-Americana (abril-agosto de 1898) encerrou o domínio colonial espanhol na região, e as Filipinas foram cedidas aos EUA no Tratado de Paris. Isso foi seguido pela Guerra Filipino-Americana (1899-1902), na qual os combatentes da independência filipina, liderados por Emilio Aguinaldo, lutaram contra as forças americanas. A guerra foi brutal, e um total de 200.000 civis filipinos morreram. Enquanto isso, o governo dos EUA, sob William Howard Taft, lançou uma campanha de pacificação para ganhar o apoio das elites filipinas, em 1900. Isso, em última análise, ajudou a contribuir para a derrota das forças de independência filipinas, e a guerra terminou oficialmente em 1902.
Após a anexação das Filipinas pelos EUA, os filipinos começaram a emigrar para os Estados Unidos. Em 1903, o primeiro grupo documentado de filipinos emigrou para os Estados Unidos. A maioria dos imigrantes filipinos eram homens jovens e solteiros, que vinham trabalhar em empregos agrícolas na Califórnia e no Havaí. Muitos dos imigrantes trabalhavam em fazendas e curtumes durante a estação de crescimento. Alguns também trabalhavam em fábricas. O trabalho agrícola e fabril tendia a ser extremamente exigente fisicamente, com condições adversas e baixos salários. Durante a entressafra agrícola, os manong frequentemente trabalhavam em cidades e vilas, como São Francisco, principalmente na indústria de serviços e em funções domésticas, como cozinheiros, garçons, carregadores de hotel, "ascensoristas" de hotéis, faxineiros, motoristas e empregados domésticos.
Devido às leis antimiscigenação e às restrições à imigração, como a Lei de Imigração de 1924, era difícil para muitos da geração manong encontrar parceiras e constituir família. Por esse motivo, muitos optaram por criar comunidades, como a Manilatown de São Francisco, onde moravam no mesmo bairro e frequentavam restaurantes filipinos, casas de bilhar e espaços comunitários. Eles também formaram organizações comunitárias filipinas, como o Grande Oriente Maçônico Filipino e a Caballeros de Dimas-Alang. Era comum para a geração manong morar em hotéis de baixo custo com ocupação de quarto individual, como o International Hotel, quando estavam nas cidades. Muitos manong viveram a vida inteira como homens solteiros.
Em 1934, a emigração filipina foi encerrada devido à aprovação da Lei Tydings–McDuffie. Além disso, a lei mudou o status dos manong de cidadãos americanos para estrangeiros.
A geração manong participou do movimento pelos direitos trabalhistas e dos trabalhadores rurais. Por exemplo, trabalhadores filipinos participaram da greve da uva em Delano, Califórnia, e algumas das primeiras reuniões da greve ocorreram no Filipino Hall.
Em 1965, a imigração filipina para os Estados Unidos aumentou novamente, devido à Lei de Imigração e Nacionalidade, que removeu as cotas de origem nacional. Isso marcou o fim da geração manong, já que uma nova geração de emigrantes filipinos pôde se mudar para os Estados Unidos e formar famílias, sem as restrições legais anteriores.